# Birra nel Regno Unito

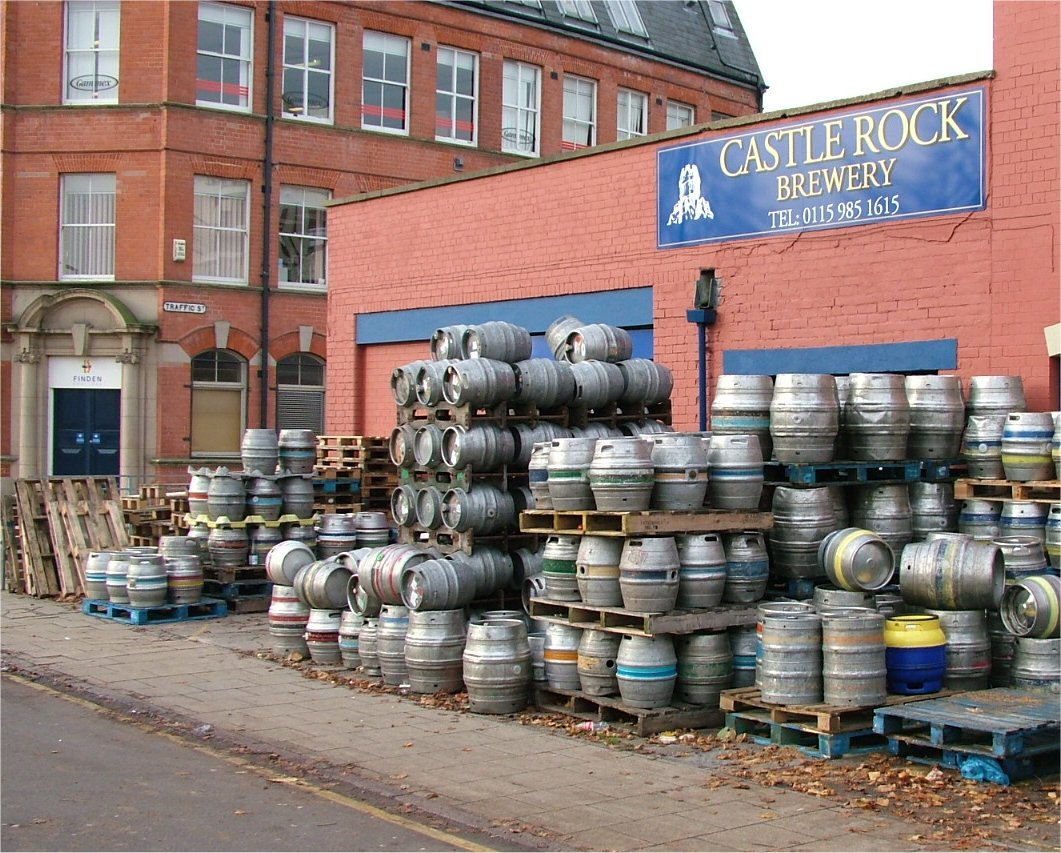
Barili di birra a Nottingham, Inghilterra.

La birra britannica maggiormente consumata è di tipo ale, una birra ad alta fermentazione, diversamente dalla stragrande maggioranza degli altri paesi in cui il mercato è dominato dalle lager, a bassa fermentazione, che hanno soppiantato le ale e avuto maggior successo.

In Inghilterra, Irlanda e Scozia si preferisce inoltre conservare e distribuire al dettaglio la birra in fusti, piuttosto che in bottiglia: in questo modo la birra continua la sua maturazione nelle cantine dei pub in attesa di essere servita, anziché terminare nei birrifici.

## Birra inglese
La birra inglese ha una lunga storia e tradizioni particolari, distinte da quelle degli altri paesi produttori di birra.

### La "birra calda"

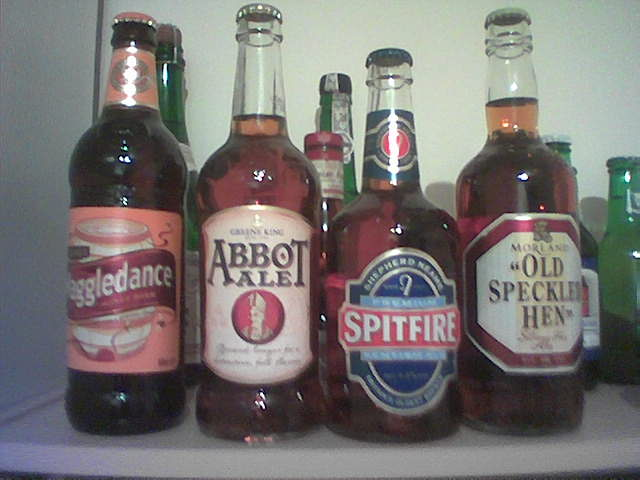
Birre inglesi in bottiglia.

Uno stereotipo comune sugli inglesi (e in generale sugli abitanti delle Isole Britanniche) riguarda la loro passione per la "birra calda". In realtà, la birra inglese è solitamente servita a temperatura di cantina (10-14 °C), di solito accuratamente monitorata in un pub moderno: tuttavia la temperatura può subire fluttuazioni durante le stagioni.
Gli appassionati bevitori di birre britanniche sostengono che a queste temperature si possono così percepire sapori più intensi rispetto a birre di altre nazioni, che servite a queste temperature avrebbero un sapore troppo forte. Il sapore delle birre troppo forti (tipicamente quelle prodotte nello Yorkshire), è spesso mitigato dal metodo di spillatura: esse sono infatti spillate tramite una pompa a mano in cui è innestato un apparecchio per insufflare aria nella birra, in modo da ossidarla leggermente ed alleggerirne il sapore.

### Burton upon Trent
Per secoli, la città di Burton upon Trent è stata associata all'industria birraria per merito della qualità dell'acqua della zona, prelevata da pozzi, non dal vicino fiume Trent. I territori della città e della campagna circostante sono protetti dai trattamenti chimici proprio per preservare la qualità dell'acqua.
Nella città risiedono attualmente cinque birrifici e anche il Bass Museum of Brewing produce una propria birra.
Lo sviluppo dei collegamenti ferroviari fino a Liverpool ha consentito ai birrifici di esportare le proprie birre in tutto l'Impero britannico. Il naufragio di una nave cargo che trasportava India Pale Ale (una ale particolare, destinata alle colonie indiane e studiata in modo da preservarsi durante il lungo viaggio in mare), con conseguente scarico dei barili di birra fuori bordo, contribuì paradossalmente alla diffusione sul mercato domestico di questo stile di birra e diede il via ad un lento processo di trasformazione delle birre inglesi.
Precedentemente infatti, gli inglesi avevano bevuto quasi principalmente stout e porter - birre scure caratterizzate dall'impiego di orzo affumicato - ma le bitter (uno sviluppo delle pale ale) cominciava a diffondersi. Questo stile di birra, molto luppolata e leggera, era più semplice da conservarsi e trasportarsi, e favorì lo sviluppo di grossi birrifici che si specializzavano in queste birre.
Il birrificio Burton divenne leader in questo mercato: produceva un quarto della birra venduta nel Regno Unito. Nonostante fossero presenti oltre 30 birrifici nel 1880, un processo di fusioni e incorporazioni portò il risultato che sole tre grosse industrie sopravvissero nel 1980: Bass, Ind Coopes e Marston's. Solo la Burton Bridge brewery resta oggi indipendente.
La fama delle "Burton ale" crebbe in Inghilterra e diede origine al detto "gone for a Burton" (letteralmente: "è andato a prendere una Burton") col significato di morire; in particolar modo durante la Seconda guerra mondiale era un eufemismo per dire che un soldato che mancava all'adunata era semplicemente andato a farsi una birra.
Il legame tra la città e l'industria birraria è celebrato da una statua di Burton Cooper, che si trova nel centro commerciale cittadino.

### Lager inglesi
Nonostante la birra inglese "tradizionale" sia una ale, più della metà del mercato inglese attuale è appannaggio delle lager (dette talvolta Pale Lager che equivale al termine tedesco helles). Queste birre, dal colore chiaro e a bassa fermentazione, iniziarono a guadagnarsi popolarità in Inghilterra sul finire del XX secolo.
La Carling, una lager prodotta dal colosso americano-canadese Molson Coors Brewing Company è la birra in cima alle classifiche di vendita ed è prevalentemente prodotta a Burton upon Trent. Al secondo posto troviamo ancora una lager, la Foster's prodotta da Scottish & Newcastle, il gruppo inglese più grande, con tre birrifici (Manchester, Reading e Tadcaster).
Altre lager popolari in Inghilterra sono la Kronenbourg (anch'essa appartenente a Scottish & Newcastle) e la Stella Artois (della belga InBev, prodotta per il mercato gallese).

## Birra irlandese

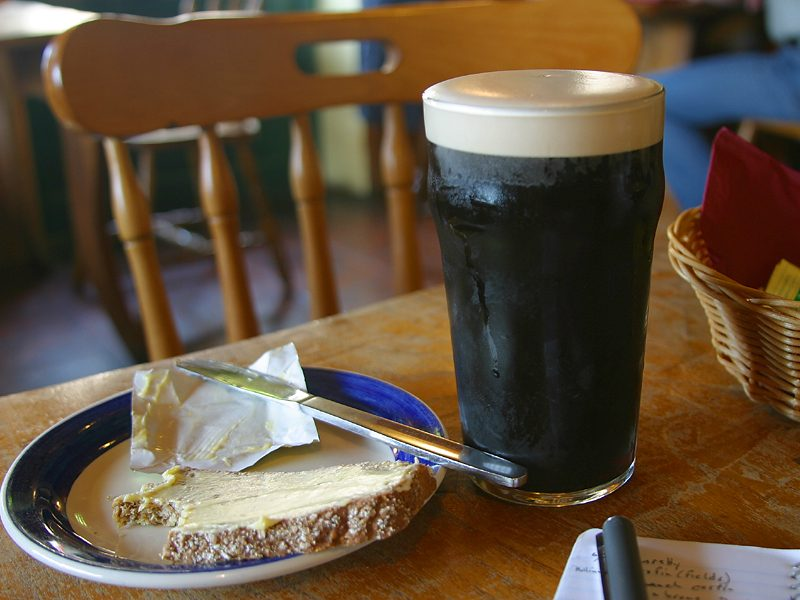
Una pinta di stout irlandese.

Il panorama della birra irlandese è dominato dalle stout, in particolare dalla Guinness.
L'arte birraria in Irlanda ha una lunga tradizione, e all'inizio del XIX secolo si contavano oltre duecento birrifici nel paese, 55 dei quali solo a Dublino. Col passare del tempo molti però chiusero i battenti e, ad oggi, ne restano solo una dozzina.
Storicamente l'Irlanda produce birre ale, senza l'impiego di luppolo, in quanto questa pianta non cresceva sull'isola. Ancora nel tardo XVIII secolo non veniva usato, quando praticamente tutti gli altri Paesi l'avevano adottato come ingrediente per preservare il gusto delle loro birre.
Nel 1700 la maggior parte della birra in commercio in Irlanda era importata, dall'Inghilterra o dalla Scozia; ma nel 1756 Arthur Guinness costruì un piccolo birrificio, che nel 1759 trasferì a Dublino. La birra prodotta era inizialmente una bitter, salvo poi cambiare in una porter, ispirandosi allo stile londinese. Diversamente dalle birre di Londra usò orzo affumicato non maltato, per evitare di pagare alcune tasse (che erano applicate invece all'orzo maltato), creando una birra più amara e secca. All'inizio del XX secolo Guinness divenne il più grande mastro birraio del mondo, esportando lo "stile irlandese" in molti Paesi.
Nell'Irlanda del Nord è molto popolare invece la Harp Lager.

## Birra scozzese

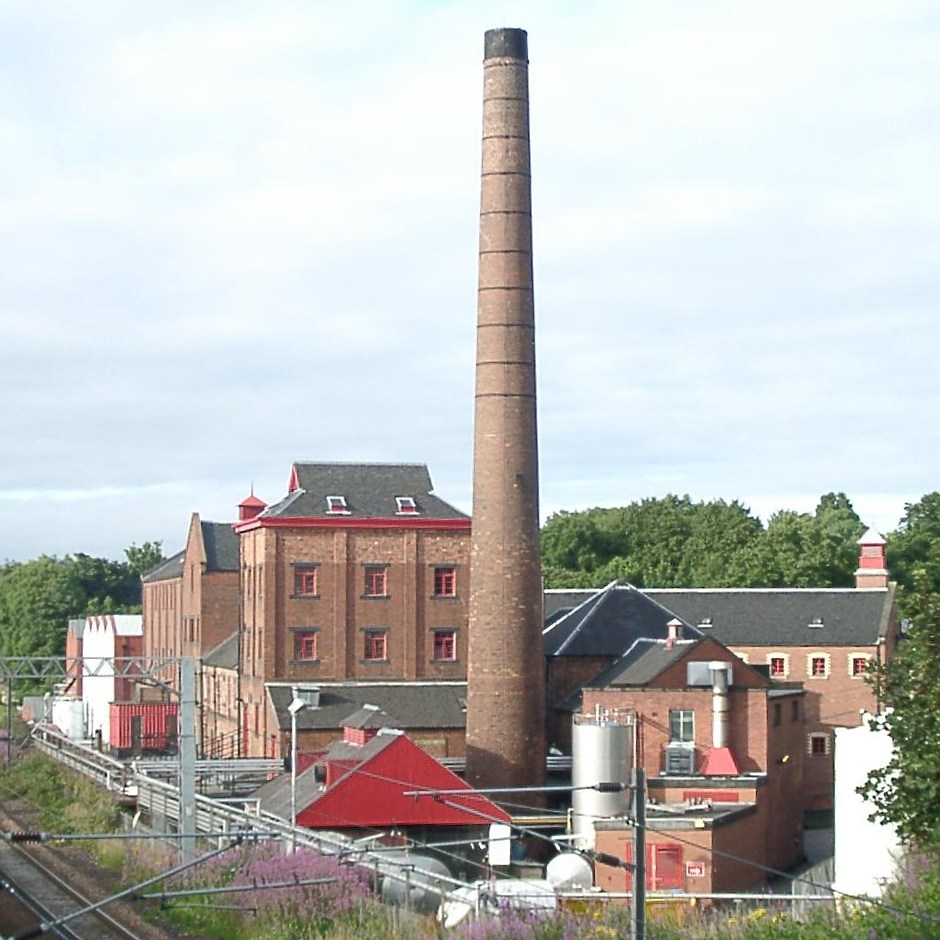
La Caledonian Brewery, un birrificio di Edimburgo.

In Scozia si produce birra da circa 5000 anni. La tradizione celtica di utilizzare erbe amare nella produzione rimase più a lungo che nel resto dell'Europa. Le due principali città scozzesi, Glasgow e Edimburgo, hanno storicamente ospitato i principali birrifici del paese. Edimburgo in particolare divenne centro di esportazione di birra scozzese in tutto il mondo. Dalla fine del XX secolo tuttavia molti microbirrifici si sono diffusi in tutto il paese.
Nonostante una diffusa convinzione voglia che nelle birre scozzesi sia impiegato meno luppolo che in Inghilterra, tutte le tracce storiche dicono che gli Scoti importavano luppolo dall'estero e lo impiegavano assiduamente.

### Scotch ale
Nonostante il mercato delle strong ale abbia iniziato il declino dalla fine del XIX secolo, l'importatore belga John Martin negli anni venti incoraggiò sia i birrifici inglesi che quelli scozzesi a produrre birre forti per i suoi clienti in Belgio. John Martin introdusse i nomi Bulldog ale, Christmas ale e Scotch ale. Nonostante la John Martin's Scotch Ale sia oggi prodotta in Belgio, si considerano le scotch ale appartenenti a uno stile di strong ale unico scozzese.

### Ale scozzesi
Mentre le birre prodotte in Scozia sono talvolta etichettate come "Scottish ale" alla stessa maniera in cui le birre della Cornovaglia sono dette "Cornish ale" e le birre del Kent sono dette "Kentish ale", non c'è prova del fatto che queste birre siano in qualche modo differenti da quelle prodotte in altre parti della Gran Bretagna.

## Birra gallese
La storia della birra del Galles è simile a quella delle birre della Gran Bretagna. Il Galles, come il resto della Bretagna, fu colpito dall'influenza del proibizionismo, e vi furono costruite molte industrie pesanti come quelle connesse alle miniere di carbone nel Galles meridionale. Questo fatto ha dato l'impressione che tutte le birre del Galles siano molto leggere. In ogni caso, come per le birre inglesi, la percentuale di contenuto alcoolico può variare molto.
Recentemente, investimenti della Welsh Development Agency hanno contribuito alla realizzazione di un grande numero di birrifici nel Galles.

## Stili di birra britannici
- Barley wine: birre forti (8-10% vol.), a volte sciroppose o caramellate, piuttosto luppolate ma con l'amaro bilanciato dalla dolcezza del malto.
- Bitter: ambrate o dorate, di gradazione piuttosto bassa (3,5% vol.) e con un amaro abbastanza pronunciato.
- Brown ale: ambrate o marroni, dal sapore di caramello o cioccolato, spesso di nocciola.
- India Pale Ale: birra ad alta fermentazione ideata per l'esportazione nelle colonie inglesi, molto amara.
- Irish red ale: della famiglia delle pale ale, ma dal colore rosso-ambrato dovuto all'orzo affumicato.
- Mild ale: più leggere delle bitter, piuttosto scure, tendenti al dolce, delicate ma saporite nonostante la bassa gradazione.
- Old ale: solitamente ambrate o scure, più dolci, dalla forte gradazione alcolica (fino a 10% vol.)
- Porter: birra ad alta fermentazione molto scura, meno amara delle "figlie" stout.
- Scotch ale: birra ad alta fermentazione, originaria di Edimburgo ma molto popolare in Belgio e USA.
- Stout: birra ad alta fermentazione, dal colore quasi nero e una tostatura molto marcata; amaro intenso e gradazione bassa.